# Marzieh Meshkini
Marzieh Meshkini (en perse: مرضیه مشکینی) est une réalisatrice iranienne née à Téhéran en 1969. Elle est l'épouse de Mohsen Makhmalbaf. Elle apprend le cinéma au sein de la Makhmalbaf Film House. Elle est assistante réalisatrice dans les films de sa belle-fille Samira Makhmalbaf La Pomme et Le Tableau Noir et dans les films de Moshen Makhmalbal Le Silence et La Porte.
En tant que réalisatrice, elle signe deux films :
- 2000 : Le Jour où je suis devenue femme (Roozi ke zan shodam) a reçu treize prix internationaux.
- 2005 : Chiens égarés (Sag-haye velgard)  sélectionné en compétition officielle au festival de Venise 2004.

Elle est la scénariste du film Le Cahier réalisé par sa fille Hana Makhmalbaf.